# Holmboe (släkt)
Holmboe är en norsk släkt som kom från Jylland, Danmark, till Norge med bröderna Jens Olsøn Holmboe (1671-1743) och Hans Olsøn Holmboe (1685-1762) år 1705 respektive 1716.

## Släktvapen
Prästen Ole Jenssen Holmboe (1637 - 1715) var den första man känner till som använde detta släktvapen.